# Eva Sendlerová
Eva Sendlerová (* 23. prosince 1939 Praha) je česká malířka a grafička. Zabývá se volnou grafikou, tvorbou ex libris a kresbou.

## Život
Umělecké vzdělání získala v letech 1954–1958 na Střední průmyslové škole bytové tvorby v Praze u profesora Richarda Pípala, v letech 1961–1967 na Akademii výtvarných umění v Praze u profesorů Vojtěcha Tittelbacha a Arnošta Paderlíka a na ročním studijním pobytu v Normandii (1968–1969). Od roku 1990 je členkou Sdružení českých umělců grafiků HOLLAR. Vystavovala v České republice i v zahraničí.

## Samostatné výstavy – výběr
- 1971 – Praha, Galerie mladých[2]

- 1976 – Eva Sendlerová, Milena Šoltészová: Kresby, grafika, Praha, Galerie Hollar (s. M. Šoltészovou)[3]

- 1981 – Praha, Galerie Platýz

- 1983 – Praha, Galerie Centrum
- 1989 – Eva Sendlerová: Grafika, Tylův památník[4]

- 1990 – Eva Sendlerová: Kresby, Praha, Galerie Umění–knihy[5]

- 1991 – Eva Sendlerová: 1967–1991, Praha, Galerie D[6]

- 1999 – Praha, Galerie Nocturno

- 2000 – Eva Sendlerová, Milena Šoltészová: Grafika / kresby, Praha, Galerie Hollar (s M. Šoltészovou)[7]

- 2001 – Muzeum Slaný

- 2002 – Eva Sendlerová: Kresba a grafika, Praha, Galerie Nový Svět[8][9]

- 2005 – Eva Sendlerová: Kresby, zátiší, stromy ..., Vlastivědné muzeum Slaný[10]

- 2009 – Eva Sendlerová: Grafika a kresby, Praha, Galerie Hollar[11]

- 2019 – Eva Sendlerová / grafika a kresby, výstava k životnímu jubileu, Praha, Galerie Hollar[12][13][14][15][16]

## Jiné výstavy – výběr
- 2017 – Hollar Dnes, představení současných umělců ŠČUG Hollar, Praha, Galerie Hollar[17]
- 2018 – 100+1 Hollar, repríza výstavy HOLLAR DNES, Severočeská galerie výtvarného umění v Litoměřicích[18]
- 2019 – Výstava „Příběhy v grafice“ z tvorby členů SČUG Hollar, Spolkový dům Kutná Hora[19]